# علي الخليفة العذبي الصباح
 الشيخ علي الخليفة العذبي المحمد الصباح ، (1945-) وزير النفط والمالية الكويتي وتناوب بينهما من سنة 1978 إلى سنة 1991 وهو خريج جامعة سان فرانسيسكو بشهادة في الرياضيات أتبعها بشهادة الماجستير من كلية لندن للاقتصاد.

## حياته العائلية
- والدته هي السيدة لولوة إبراهيم البسام المتوفاة سنة 2000.
- زوجته هي الشيخة هند عبد الله الأحمد الصباح

له من الأبناء خمسة : 
- خليفة العلي الصباح (1977)
- عواطف العلي الصباح (1979)
- عبد الله العلي الصباح (1980)
- ناصر العلي الصباح  (1983)
- عذبي العلي الصباح  (1989)
- محمد العلي الصباح  (1993)
- للشيخ على الخليفة أختان هما الشيخة عواطف الخليفة الصباح المتوفاة سنة 1972 والدكتورة الشيخة ميمونة خليفة الصباح من مواليد 1944 ، وله أخ واحد وهو الشيخ محمد الخليفة الصباح وتوفي سنة 1991.

## مهامه ومسؤولياته
- كان قياديا في وزارة المالية والنفط منذ عام 1968 وتدرج حتى أصبح وكيلا في سنة 1974 ، وكان من ضمن الوفد الكويتي الذي اختطفه الإرهابي كارلوس خلال اجتماع أوبك في فينا سنة 1975 ..

- تسلم حقيبة وزارة النفط والمالية وتناوب بينهما من سنة 1978 إلى سنة 1991 ، وساهم بإنشاء مؤسسة البترول الوطنية، وتمكن خلال توليه حقيبتي وزارة النفط والمالية أن يرفع قيمة استثمارات الكويت في الخارج من ملياري دولار إلى 100 مليار خلال فترة وزارته.

## دوره السياسي خلال فترة غزو الكويت
كان الشيخ على الخليفة وضاري العثمان الوزيرين الوحيدين الذين أرادا للكويت الاستعانة بالقوات الأمريكية لحمايتها من الهجوم العراقي [بحاجة لمصدر]، وفور الغزو العراقي قام الشيخ جراح بإرسال رسالة إلى الحكومات الدولية يطلب فيها ايقاف جميع توقيعات الكويتيين حتى يتم التعرف عليهم من قبل سفارات الكويت في الخارج أو مكتب الاستثمار الكويتي في لندن، مما شكل حماية للكويتيين المرابطين داخل الكويت من خطر الوقوع تحت التهديدات العراقية وإجبارهم التوقيع على مراسلات تمس بمصالحهم الشخصية، فاستطاع أولا أن يوفر معونات شهرية للكويتيين المرابطين في جميع أنحاء العالم، وتمويل الكويتيين المرابطين داخل الكويت في حينها، كما قام بقيادة برنامج الترويج للحق الكويتي في الولايات المتحدة و المملكة المتحدة ، كما اعتمدت الحكومة على الشيخ علي الخليفة للتفاوض مع زعماء الدول وحشد التأييد العالمي للحق الكويتي حتى تحقق الهدف بتحرير الكويت، وبعد تحرير الكويت خرج الشيخ على الخليفة من الوزارة وتفرغ للعمل الخاص، وتملك جريدة الوطن واسعة الانتشار في الكويت عن طريق شراء حصة اسرة محمد مساعد الصالح في الجريدة.